# Olympic Air
Olympic Air es una compañía aérea griega, nacida tras la privatización de la aerolínea nacional Olympic Airlines. Empezó sus operaciones el 29 de septiembre de 2009 de forma limitada, después del cese de operaciones por parte de Olympic Airlines, para estar completamente operativa el 1 de octubre de 2009.

## Destinos
A abril de 2020 Olympic Air cubre 33 destinos.

## Flota

### Flota Actual

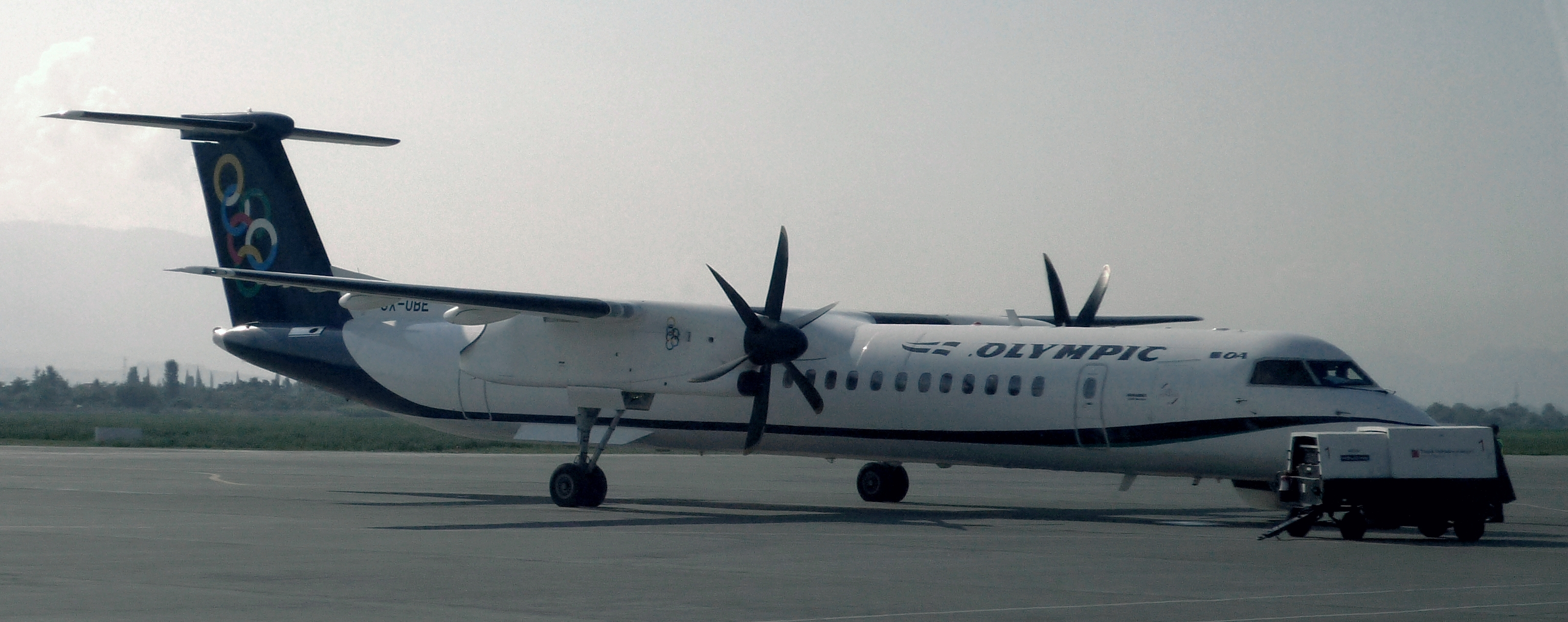
Bombardier Dash 8 Q400 de Olympic Air.

La flota de Olympic Air, a marzo de 2023 está formada por las siguientes aeronaves, con una edad media de 12.4 años: